# Liberty City

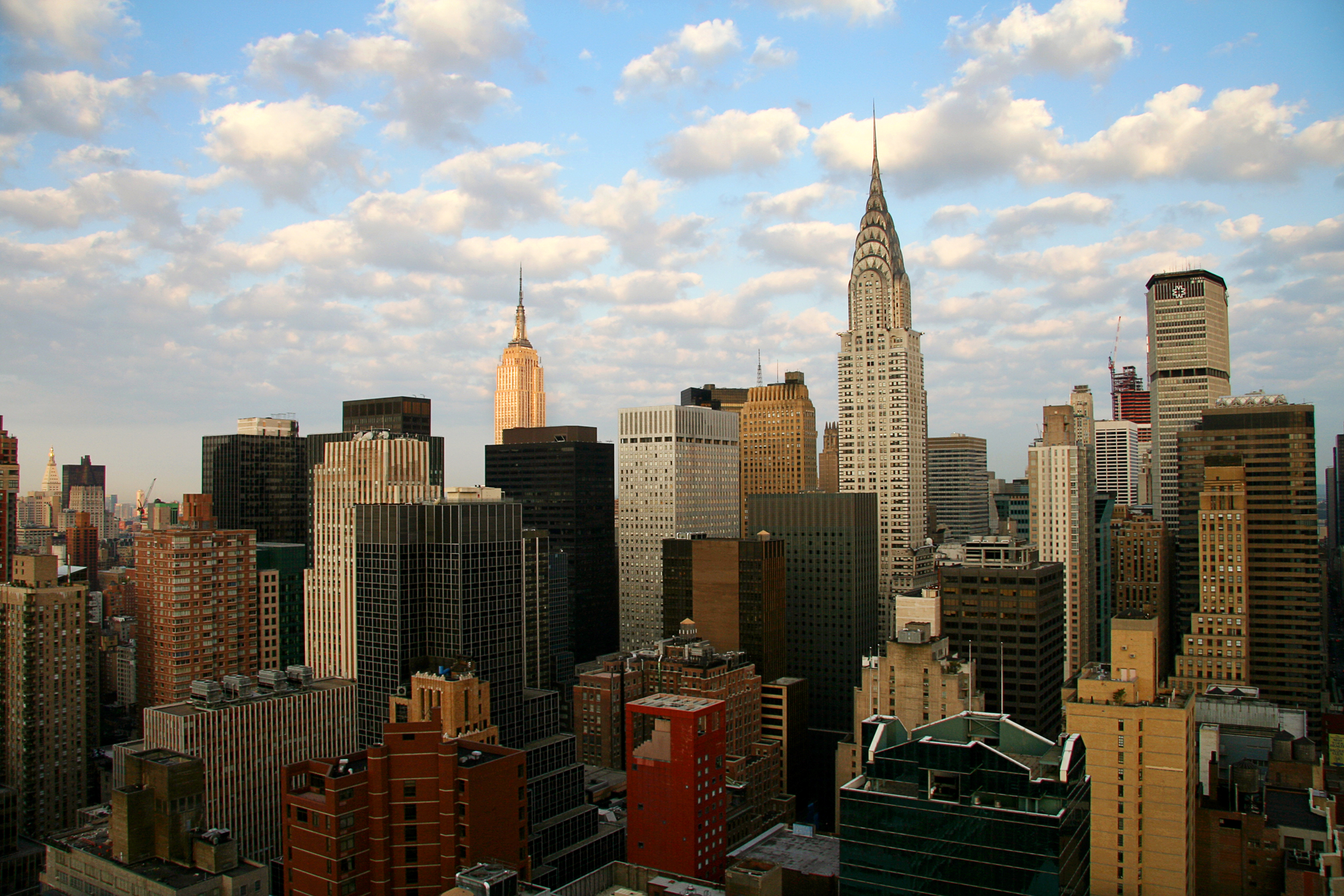
Nueva York, ciudad en la que está basada Liberty City.

Liberty City es una ciudad ficticia de la saga de videojuegos de Rockstar Games, Grand Theft Auto. Inspirada en la ciudad de Nueva York, hay varias versiones conocidas de la ciudad, dependiendo de en qué juego sea representada.
En el primer Grand Theft Auto, Liberty City se presenta como una ciudad geográficamente similar a Nueva York, compuesta por dos islas. En Grand Theft Auto III, por su parte, (también aparece en Grand Theft Auto Advance, Grand Theft Auto: Liberty City Stories y, brevemente, en Grand Theft Auto: Vice City y Grand Theft Auto: San Andreas) es retratada como una urbe metropolitana más genérica que está basada vagamente en Nueva York, pero con elementos de otras ciudades estadounidenses. En Grand Theft Auto IV (también en The Lost and Damned, The Ballad of Gay Tony y Chinatown Wars) se la presenta como una caricatura de la propia ciudad de Nueva York, con los lugares más emblemáticos y geografía de Liberty City fuertemente basados en los de Nueva York. Los cuatro distritos o barrios de Liberty City así como el contiguo estado de Alderney, corresponden a los cuatro distritos de Nueva York y Nueva Jersey, respectivamente (excepto el distrito de Staten Island, que se desconoce porque no está representado).
En cada interpretación de la ciudad, Liberty City es descrita como una gran urbe con una gran población (4 millones de habitantes en Grand Theft Auto III, y el doble en GTA IV), con una extensa infraestructura de transporte, carreteras, ferrocarriles y situada en una configuración geográfica de orillas e islas muy similar a la de Nueva York. La ciudad es presentada, también, como un lugar con exceso de crimen y corrupción, con la presencia de crimen organizado, bandas callejeras enemigas, pequeños criminales, mala conducta desenfrenada y corrupción entre los funcionarios municipales y policiales. Partes de Liberty City han sufrido graves daños por culpa de atentados con bombas orquestados por delincuentes locales. Algunos de estos daños, sin embargo, se han reparado o dado lugar a un replanteamiento completo de toda el área.
Liberty City se encuentra encuadrada dentro del mismo universo ficticio junto a Vice City, Carcer City (Manhunt), Cottonmouth (Manhunt 2), San Andreas (Los Santos, parodia de Los Ángeles, San Fierro, parodia de San Francisco, Las Venturas parodia de Las Vegas, etc.), North Yankton (Ludendorff, etc.), Londres, Bullworth (Bully), y Anywhere City. Otras localizaciones retratadas en videojuegos de Rockstar Games. Liberty City es el emplazamiento más utilizado en las series de Grand Theft Auto: aparece en seis de los diez juegos y extensiones de GTA, además de dos cameos. Junto con Carcer City (posiblemente), se encuentra en el estado, Liberty State.

## Grand Theft Auto
Liberty City apareció por primera vez en el original Grand Theft Auto. La geografía de la ciudad y la alineación de los distritos era similar a la de Nueva York, con dos territorios continentales y con una isla como la de Manhattan (que contiene un gran parque en el centro, en referencia a Central Park), y varias islas más pequeñas a lo largo de un río de la ciudad, con la tierra firme y las islas conectadas por puentes de carretera principalmente. Los servicios de tren con las líneas de funcionamiento también estuvieron presentes.
Diferentes barrios de la ciudadela de Nueva York y Nueva Jersey fueron encubiertos con nombres similares a los de la vida real. La lista de los barrios de Liberty City es la siguiente (de norte a sur).

## Barrios
| - West Shore - Eaglewood - Hackenslash - Fort Law - Schlechberg - Guernsey City - New Guernsey - Central Island - Nolaw - Island Height - Park - Island City (Lower Manhattan o Midtown Manhattan) | - Minor Islands - Law Island (Ward's Island y Randall's Island) - Nixon Island - East Shore - Estoria - Kings - Ardler - Brocklyn - Tellberg - Brocklyn Docks - Northeast Shore - Brix - Island View |

## Grand Theft Auto III

### Visión general
La segunda aparición de Liberty City es en Grand Theft Auto III, partiendo de un diseño muy distinto al de la versión original. La localidad, en torno a finales del otoño de 2001, es conocida como "el peor lugar en Estados Unidos" por la literatura del juego debido a su crimen desenfrenado, la corrupción, las guerras de pandillas, robos y asesinatos son endémicos de la vida cotidiana hasta el punto de que la intervención policial se ha vuelto casi insignificante. Además de su aparición junto a Vice City y el estado de San Andreas, la ciudad también se encuentra cerca de Carcer City, que aparece en Manhunt, otro videojuego desarrollado por Rockstar Games. Poco se sabe sobre la historia antigua de Liberty City, aunque existe un diálogo en GTA III alegando que la ciudad era "una iglesia, un pasto de vacas y tres casas, cuando el teléfono se inventó", y un mapa de la ciudad previsto en el embalaje de Grand Theft Auto: Liberty City Stories afirma que la ciudad celebró su 200 aniversario en 1998, lo que significa que la ciudad fue fundada en 1798. La población de la ciudad, en ese momento, es de cuatro millones, como se indica en el manual del juego. El sitio web de GTA III menciona que la ciudad está hermanada con Beirut.
El alcalde de Liberty City en 2001 era Miles O'Donovan, aunque su primer nombre no fue revelado hasta Grand Theft Auto: Liberty City Stories. O'Donovan fue precedido por Roger C. Hole, que fue asesinado mientras hacía footing en 1998 por Toni Cipriani en 'Grand Theft Auto: Liberty City Stories por órdenes de la mafia local dirigida por Don Salvatore Leone. La muerte de Hole forzó unas elecciones que finalmente acabó ganando O'Donovan, aunque fue revelado a los medios de comunicación que el magnate Donald Love realizó una sucia campaña en las elecciones.
Existen muchos lugares de interés dentro de Liberty City, pero muchos no hacen eco de la vida real de Nueva York. Un equivalente de Central Park está ubicado en Staunton Island, llamado Belleville Park. Staunton Plaza estaba en construcción en Fort Staunton y designado para convertirse en un gran bloque de oficinas de negocios. En Grand Theft Auto: Liberty City Stories existe una sección de la Pequeña Italia de la ciudad en el lugar del sitio de la construcción en Fort Staunton, hasta 1998 cuando Toni Cipriani destruye toda la zona bajo las órdenes de Donald Love. Otros monumentos son el equivalente anónimo del Empire State Building, en el distrito financiero del centro de Staunton. Frente al edificio se encuentra el Jefferson St. Credit Union Office Building, el edificio más alto de la ciudad. El edificio de la emisora de radio The Lips 106 cuenta con dos torres gemelas idénticas parecidas a Marina City en Chicago.

### Barrios

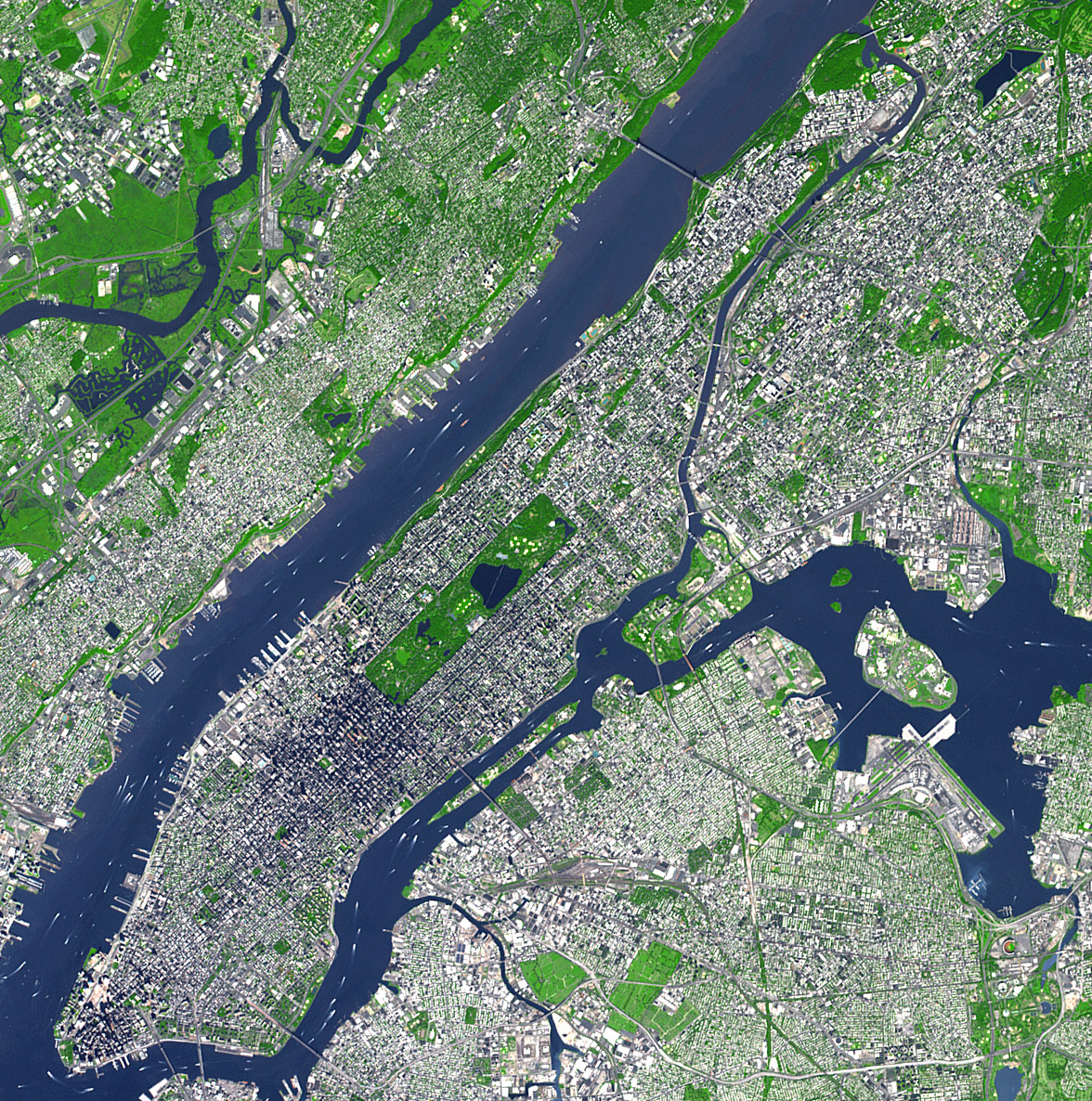
Manhattan Island foto de GTA Liberty City

En Liberty City hay muchos barrios que se encontraran a continuación donde se dice en que lugar quedan.
Aunque no es técnicamente parte de la ciudad ni un borough, hay una ciudad inaccesible bloqueada denominada "Ghost Town". Aparentemente ubicado en Liberty City, existe como un sector oculto del juego y sólo es usada una vez en la escena del robo del banco en el comienzo de la historia del juego. "Ghost Town" se encuentra detrás de Shoreside Vale y está sobre el mar. La ciudad se compone de texturas sólidas (con la excepción de dos contenedores de basura detrás del banco) y es accesible solo por avión, trampas, o por modificaciones de terceros, incluyendo la creación de un puente entre el Ghost Town con el resto de la de la ciudad. Esta ciudad fue eliminada de la versión de Grand Theft Auto: Liberty City Stories. Ghost Town es, en ocasiones, conocida erróneamente como Carcer City, que se menciona en las estaciones de radio dentro del juego.

## Portland Island
Portland Island se encuentra en el extremo oriental de los límites de la ciudad, y fundamentalmente sirve como la parte industrial de la ciudad. Es un barrio de bajos ingresos, lleno de trabajadores de la industria, fuertemente ligado a los barrios neoyorquinos de Brooklyn y Queens. Muchas de las bandas étnicas de la ciudad viven en este barrio. Gran parte de la población industrial de la isla se concentra en Trenton, hacia el sur de la isla, a poca distancia en coche del puerto de Portland y de los muelles del Atlántico, que sirven como puertos marítimos. Las propiedades no industriales tienden a encontrarse hacia el norte y el oeste de la isla. En Portland Island también opera un servicio de tren elevado, con tres estaciones (Rothwell Station en Hepburn Heights, Kurowski en Chinatows y Baillie Station en Saint Mark's).
En Chinatown esta la tríada de la ciudad. Sin embargo, hay actividad por parte de la mafia con las familias Leone (Basada en la Familia Corleone de El padrino) y Sindacco. El distrito de Saint Mark's es principalmente el barrio y el lugar de negocios de los italo-americanos, y está situado en la parte noreste de la isla. Este distrito está especialmente bajo el control de la Familia Leone. Otro distrito de interés es el Red Light District, que anteriormente era la zona residencial de Portland. El barrio se ha degradado significativamente en los últimos años, debido a proxenetas y prostitutas deambulando por las calles en toda la zona. Hepburn Heights es un barrio cerca del red light district (distrito de las luces rojas), formado por proyectos de vivienda que se parecen mucho a los proyectos de vivienda de Queensbridge. Allí tiene su base la banda Diablo. Harwood, que se encuentra en el extremo norte de la isla, se utiliza sobre todo para el tráfico de drogas y como un refugio de la familia Leone. En este barrio se encuentra el edificio de la emisora Head Radio, un desguace, un concesionario de automóviles, una tienda de bombas y el túnel Porter, en el término de Portland. También se encuentran viejas plataformas y vagones de una línea de tren en Harwood del este, así como un túnel que pasa bajo el barrio de Saint Mark's, que une directamente Harwood con el puerto de Portland.
Los restantes distritos están escasamente habitados. En Callahan Point hay un pequeño muelle, que se encuentra debajo y alrededor del Puente de Callahan, que une la isla de Portland con Staunton Island. Portland Beach es una playa situada al este de Saint Mark's, mientras que Portland View consta de una parcela de tierra y un tramo de carretera entre el puerto de Portland y Chinatown. Portland Rock, una pequeña isla con un faro, puede ser vista al este de Portland Beach.
Lugares de referencia
1.Red-light district
2.Saint Mark´s

## Barrios de Portland Island
- Callahan Point: Barrio pequeño industrial de la isla. Sus lugares más destacados son el Greasy Joe's, su muelle, y la fábrica Turtle Head Fishing Company. Está dominado (al igual que la fábrica), por las Tríadas de Liberty City, aunque también es territorio del Cartel Colombiano.
- Cerros de Hepburn: Barrio residencial de la isla. Los locales Big Al's Liquor y The Doll's House son dos lugares muy destacados en este barrio.
- Chinatown: Barrio chino ubicado al centro oeste de la isla. Está controlado por las Tríadas de Liberty City. Mr. Wong Laundrette y Punk Noodles son los lugares más destacados de ahí.
- Harwood: Barrio ubicado en Portland Island. El Easy Credit Autos, la Gasolinera AM, y el Harwood Autocrusher and Junkyard son los lugares más relevantes aquí.
- Red Light District: Barrio con entretenimiento de adultos y prostitutas localizado en Portland Island. El Sex Club Seven (Paulie's Revue Bar), el The Big Shot Casino, el Diamond Sky, y el Bar de Jonnie son los lugares más resaltantes ahí.
- Atlantic Quays: Barrio de Portland Island. La Casa de Vincenzo Cilli es el único lugar destacado/resaltante/relevante de aquí. Está dominado por las Tríadas de Liberty City.
- Portland View: Barrio que está en Portland Island. La Comisaría de Portland y el Supa Save! son los lugares más relevantes de ahí.
- Portland Beach: Barrio/Playa de la isla. Es la única playa de toda Liberty City. El Ristorante Italiano, el Portland Rock, y la Mansión Leone son los lugares más resaltados de la isla.
- Portland Harbor: Barrio muy importante de toda Portland Island. No tiene ningún lugar destacado en especial.
- Saint Mark's: Barrio muy famoso de Portland Island. La Mansión Leone, el Marco's Bistro, y el Cipriani's Ristorante son los lugares más resaltantes de aquí. Está controlado por la Familia Leone, aunque estuvo dominado por la Familia Forelli (solo el Marco's Bistro) y por los Yardies (hasta el 2000).
- Trenton: Barrio ubicado al este de la isla. El Bitch'n'Dog Food y el Mean Street Taxis son los lugares más famosos de aquí. Se cree que está dominado por la Familia Leone, porque Joey Leone tiene su taller aquí.

## Staunton Island
Una isla entre Portland Island y Shoreside Vale, Staunton Island es descrita como un exclusivo distrito central de negocios de Liberty City (basado en la isla de Manhattan de Nueva York), que alberga la mayor concentración de rascacielos residenciales y comerciales en toda la ciudad. Debido a la proximidad del Aeropuerto Internacional Francis, los rascacielos más altos se concentran hacia el sur de la isla, lejos de los aviones entrantes, mientras que los edificios bajos y las principales instituciones de la ciudad (hospital de Staunton, el estadio deportivo y la universidad) se concentran hacia el norte.
El núcleo de rascacielos de la isla se encuentra entre los distritos de Staunton de Torrington (al este) y Bedford Point (al oeste). El edificio más alto y más grande en Staunton (y por lo tanto de la ciudad) es propiedad de Jefferson Street Credit Union, que está conectado con otros dos grandes edificios comerciales, uno propiedad del FCB Bank (que es el tercer edificio más alto de la ciudad) y uno por AMCO mediante una pasarela, los tres edificios están situados en el distrito de Torrington. Además, un rascacielos similar a la Torre Trump está presente junto al edificio de la calle Jefferson Credit Union. Aparte de los rascacielos, Torrington también cuenta con un casino controlado por la Yakuza en el sureste, la sede general del Departamento de Policía de Liberty City (LCPD) y un helipuerto. En Bedford Point está la catedral de la ciudad, la ópera, la galería de arte, una calle similar a Times Square, un rascacielos idéntico al Empire State Building (el segundo edificio más alto de la ciudad) que domina el barrio y el edificio Love Media, lugar de trabajo y residencia de Donald Love. También hay varios edificios municipales de estilo neoclásico que se encuentran en los dos distritos y, aunque no tienen nombre en el juego, se sugiere en la web oficial de GTA III que uno de los edificios situados cerca del extremo norte de Torrington es la Cámara Municipal, mientras otro edificio en el extremo noreste de Bedford Point es descrito como "Ayuntamiento". Los monumentos de la ciudad y parodias en ambos distritos, están basados tanto en el bajo Manhattan como en el centro de Manhattan.
Lugares de referencia
1.Belleville Park
2.Bedford Point
3.Liberty Campus
4.Liberty City Memorial Stadium

## Barrios de Staunton Island
- Aspatria: Barrio de Staunton Island. Sus lugares más destacados son el Bush Stadium y el Cock Lovers.
- Bedford Point: Barrio muy importante de la isla. Sus lugares más destacados son el Love Media Building, el Phil Cassidy's Fully Cocked Gun Shop, el Joe's Pizza, el Liberty Tree, y el Cementerio de Bedford Point. El Cartel Colombiano tiene bajo su poder el muelle de este barrio. ES representado en el estudio de cine de Vice City, el InterGlobal Films.
- Campus de Liberty City: Barrio limitado de Staunton. La Universidad San Matías es el lugar más destacado del lugar. Probablemente, Donald Love estudió en este barrio. Es el único barrio de Staunton que no tiene salida al mar.
- Fort Staunton: Barrio de Staunton Island. Estuvo controlado por la Familia Forelli. Antonio "Toni" Cipriani y 8-Ball destruyeron este barrio (al mismo tiempo matando a varios miembros de los Forelli) en 1998. Después de eso, el Ejército de Liberty City tomó el barrio bajo su protección. El Cartel Colombiano, la Yakuza de Liberty City, y los Uptown Yardies ocuparon este barrio en el 2001, año en el cual se reparó. No tiene ningún lugar resaltado o especial.
- Newport: Barrio de la isla. Fue dominado por la Familia Forelli, pero en 1998, los Yardies tomaron el control del barrio. Sus lugares más destacados son el Ammu-Nation y el Pay 'n' Spray.
- Belleville Park: Barrio con el nombre del parque del mismo nombre localizado en Staunton Island. El Piso franco de Belleville Park, el Baño Público de Belleville Park, el parque Belleville Park, y el LCFD son los lugares más destacados del lugar.
- Rockford: Barrio neutral de Staunton. El One Armed Bandit, el Hospital General Carson, la Rockford Station, el Túnel Porter, y el Ferry de Liberty City son los lugares más famosos del lugar. Las Tríadas de Liberty City controlaron este barrio hasta el 2000, donde se convirtió en un barrio de paz y tranquilidad.
- Torrington: Barrio interesante de la isla. El The Big Shot Casino, el Pachinko World, la Comisaría de Staunton Island, y el Jefferson St. Credit Union Building son los lugares más interesantes del barrio. Fue controlado por la Yakuza de Liberty City (Toshiko Kasen, una integrante de la banda, vivía allí), hasta el 2001, cuando todos sus líderes fallecieron/murieron/perdieron la vida.

## Shoreside Vale
Shoreside Vale es la zona montañosa y suburbana de la ciudad, situado en el lado oeste de Liberty City, y es la única parte de la ciudad situado en la parte continental, con toda la zona adjunta a una gran masa de tierra que se arrastra hacia el norte de Portland.
El área es la ubicación del suburbio de Cedar Grove (que toma su nombre directamente de uno de los suburbios de Jersey) en el noreste y los proyectos de viviendas Wichita Gardens en el este, que se asemeja a la banda de proyectos de vivienda de pobres en el Bronx. Wichita Gardens es la base de operaciones de los miembros de la Familia Forelli( basada en la Familia Tattaglia de el padrino), pero durante un tiroteo ordenado por Salvatore Leone, Don de la Familia Leone, su Capo Toni Cipriani y los Southside Hoods toma el control de los bloques. También situado en Shoreside Vale es el distrito de Pike Creek industrial en el oeste, una presa (denominado Cochrane Dam, el nombre de Adam Cochrane, un diseñador que trabaja en Rockstar North [10]) en el noroeste y el aeropuerto de la ciudad, Francis International Airport (con una estructura basada en el tema del edificio del Aeropuerto Internacional de Los Ángeles). También hay un puente que une a Cedar Grove con Pike Creek que se parece el puente Henry Hudson sobre el río Harlem.
Shoreside Vale se parece de lejos, más de la clase alta de Long Island, Westchester, así como las zonas suburbanas de Nueva Jersey y los barrios más ricos de Nueva York, Staten Island, que está relativamente lejos de Manhattan, aunque también se asemeja a la del Bronx en el Eastside

## Barrios de Shoreside Vale
- Francis International Airport: Barrio con el mismo nombre del aeropuerto ubicado en Shoreside Vle. Sus lugares más relevantes son el Francis International Airport, y el Shoreside Terminal.
- Cedar Grove: Barrio lleno de cedros, mansiones, y casas; localizado en Shoreside. El Hope Medical College es el lugar más importante de aquí. Durante 1998, 1999, el 2000, y en el 2001, el barrio estuvo controlado por el Cartel Colombiano.
- Pike Creek: Barrio más importante ubicado en Vale. El Hope Medical College, la Comisaría de Shoreside Vale, y el Albergue de Liberty City son los lugares más interesantes de la zona.
- Wichita Gardens: Barrio ubicado en el sureste de Vale. El Piso Franco de Wichita Gardens y la Laguna de Wichita Gardens son los lugares más resaltados del barrio. Los Southside Hoods controlan este barrio desde 1998 y la Familia Forelli lo controló hasta el año ya mencionado.
- Cochrane Dam: Barrio con el nombre de la mismísima presa, localizado en Vale. La Cochrane Dam es el sitio más resaltado del lugar.
- Cochrane River: Barrio con el nombre del mismísimo río, ubicado en Shoreside. El Cochrane River es el sitio más importante del barrio.

## Negocios y locales
- Jefferson Street Credit Union Building: Rascacielos más alto y muy famoso de Liberty City. Tiene 51 pisos. Es propiedad de Jefferson Street Credit Union.
- 366: Rascacielos de Liberty City, ubicado en Torrington.
- Sede de AMCo.: Local donde se encuentran las oficinas de AMCo. Es otro de los rascacielos de la ciudad.
- Aspatria Waterfront Park: Parque público de Aspatria. Leon McAffrey se reunió acá con Toni Cipriani muchas veces durante 1998.
- Big Als Liquor: Tienda/Licorería que vende licores. Ubicada en Red Light District.
- Cedar Ridge Observatory: Observatorio/Planetario ubicado en Cedar Grove, Shoreside Vale. Cabe destacar que su superficie no es sólida y envía a Claude Speed al Inframundo (Dimensión Glitch) si este va ahí.
- Fidl: Supermercado ubicado en Portland. También hay algunos locales de estos en Washington Beach y en Little Haiti, pero esos están en Vice City.
- Pequeño Cementerio: Parque/Cementerio de la catedral. Avery Carrington, Ned Burner, Toshiko Kasen, DB-P, Black Lightman, Kazuki Kasen, Roger C. Hole, Faith W., Vincenzo Cilli, Paulie Sindacco, Franco Forelli, y Massimo Torini fueron enterrados acá.
- Herwood Train Yard: Antigua estación de trenes localizada en Harwood. Conectaba Harwood a Portland View.
- Holy rev. Joe's Flophouse: Edificio de Pike Creek. Doanld Love vivió aquí durante 1998 tras perder las elecciones de alcalde. En el 2001, se convirtió en una fábrica de Punk Noodles.
- Liberty City Cathedral: Catedral ubicada en Bedford Point, Staunton Island. El reportero Ned Burner fue el dueño de la catedral hasta que en 1998, Toni Cipriani lo eliminó, por lo cual fue enterrado en el cementerio Gravestones.
- Liberty City Cementery: Cementerio de Liberty City. Dan Sucho, Giovanni Casa, etc. fueron enterrados ahí mismo.
- Lips 106 Headquarters: Torres gemelas conectadas. Transmiten la estación de radio Lips 106. eStán ubicadas en Newport, en Staunton Island.
- Newport Multistory Car Park: Multiestacionamiento de carros de Liberty City. Ubicado en Staunton Island, en el distrito Newport.
- Old School Hall: Escuela de Liberty City. Ubicada en Portland, en el distrito de Chinatown.
- Torrington Skyscraper: Rascacielos ubicado en Torrington, localizado en Staunton Island. Toshiko Kasen vivió aquí mientras planeaba junto con Toni Cipriani, el asesinato de su marido Kazuki, solo para que Toshiko se suicidará al final. Está controlado por la Yakuza de Liberty City, ya que Torrington está controlado por ella.
- Portland Big Brown: Edificación ubicada en Red Light District, localizado en Portland.
- Liberty City Bank: Banco central de Liberty City, ubicado en Ghost Town. Claude Speed, catalina, Miguel, y un Colombiano lo robaron en el 2001. Hay dos Securicars "fantasmas" (o sea, traspasables) estacionados frente a él. Hay dos sucursales más en Staunton Island y Portland Island.
- Ammu-Nation: Tienda de armas. También hay locales de estos en Vice City y en San Andreas.
- Mansión Yakuza: Como su nombre lo indica, es una mansión propiedad de la Yakuza de Liberty City. Se encuentra en Bedford Point, Staunton Island. Acá vive Asuka Kasen junto con su sobrina Yuka Kasen (hasta que está vuelve a Japón probablemente en el 2000). Después de que Asuka fallece en el 2001, se desconoce quién fue el propietario/dueño de la mansión.
- Pachinko World: Casino. Su dueño pagaba la protección del local a la Yakuza hasta que un Policía Corrupto empezó a extorsionarlo en el 2000, por lo cual Asuka Kasen envío a Mike a quemar el casino, donde una vez allí, el dueño le explicó que el policía lo estaba extorsionando, por lo cual Mike decide ayudarlo y mata al Policía haciendo que le pague a Asuka y a él/Mike decide no colaborar con él, lo mata y para terminar quema el casino.
- Casino Leone: Casino perteneciente a la Familia Leone. Está ubicado en Saint Mark's. Empezó a dar sus frutos en 1998. Toni Cipriani evitó que la Familia Sindacco lo volara por los aires y reclutó a un novato para Salvatore Leone en este lugar.
- Marco's Bistro: Bistró italiano perteneciente a la Familia Forelli. En 1986, Sonny Forelli y sus matones planearon aquí el trato de Thomas "Tommy" Vercetti en Vice City. En 1992, Carl "CJ" Johnson viajó desde Las Venturas hasta Liberty City para ir aquí y una vez aquí eliminó a muchos matones Forelli y al sub-líder, Marco Forelli. Más tarde cuando Franco Forelli falleció en Fort Staunton, Staunton Island; en 1998, la Familia quedó debilitada y para el 2001 este restaurante es su único territorio.
- Cipriani's Ristorante: Restaurante de comida italiana perteneciente a Ma Cipriani, la madre de Toni Cipriani. Es acá donde Toni se reunió con su madre ne 1998 para realizar muchos encargos. Está localizado en Saint Mark's.
- Sede de Love Media: Edificación/Edificio donde se encuentran las oficinas de Love Media, una empresa de comunicaciones dirigida por Donald "Don" Love cual empezó en el 2000 o 2001. Se desconoce que le pasó al edificio/edificación tras la misteriosa desaparición de Donald en el 2001.
- Edificio de Liberty Tree: Edificación donde se encuentra la redacción del Liberty Tree, el periódico más famosos de toda Liberty City.
- Presa Cochrane: Presa ubicada en el barrio del mismo nombre en Liberty City. Acá fue donde Catalina y muchos matones Colombianos fallecieron al tratar de asesinar a Claude Speed, quien los mató a balazos y a Catalina la mató con una bazooka, porque ella trataba de huir en un Maverick de la Policía. Acá fue donde probablemente María Latore murió a manos de Speed, pero esto no ha sido confirmado.

## Bandas criminales
Liberty City está llena de corrupción y crimen; las bandas que la conforman son las siguientes:

### Cartel Colombiano
Organización Criminal Colombiana. Su líder fue Cisco hasta que fue asesinado por Vinnie en el 2000, por lo cual el Jefe del Cartel lo reemplazó hasta el 2001, donde Miguel y Catalina se volvieron los líderes, hasta que Miguel murió asesinado por Cata y ésta falleció asesinada por Claude Speed. Se dedican al tráfico de drogas y a la construcción. El mismísimo Miguel fue un miembro importante de la organización hasta que fue asesinado. Juan Kerr (hasta que fue asesinado en 1998 por Antonio "Toni" Cipriani) y el Colombiano Cómplice (hasta que murió asesinado (probablemente por Catalina) en el 2001) fueron otros miembros del Cartel. Son asociados de Claude Speed, Avery Carrington (hasta que murió asesinado por Toni Cipriani en 1998), de Mike (hasta que huyó de Liberty City en el 2000), Curly Bob y de los Uptown Yardies (desde el 2001 en adelante). Son enemigos de la Yakuza de Liberty City, la Familia Leone, los Uptown Yardies, y de los Southside Hoods.

### Yakuza de Liberty City
Organización Criminal Japonesa. Su líder fue Kazuki Kasen hasta que falleció en 1998 fue asesinado por Toni Cipriani, por lo cual Asuka Kasen se convirtió en la líder desde 1998 hasta el 2001, porque en ese año fue liquidada por Catalina (la líder del Cartel Colombiano); cabe destacar que Kenji Kasen también fue líder de la banda pero solo durante el 2001, ya que fue asesinado ese año por Claude Speed por órdenes de Donald Love. Se dedican al juego y entretenimiento (The Big Shot Casino/Kenji's Casino, Club Kenji's), a la restauración (Dojo Hyaku), a la extorsión, y a la protección. Sus miembros importantes son el Capo Yakuza y Kanbu. Yamazaki y el Guardián de Kenji son otros miembro de la organización. Son aliados de Claude Speed, Ray Machowski, y de Mike. Son archienemigos del Cartel Colombiano, de la Familia Leone, de los Diablos, y de los Uptown Yardies.

### Familia Leone
Mafia criminal italiana siciliana. Fue dirigida por Salvatore Leone hasta su fallecimiento en el 2001 por parte de Claude Speed, donde probablemente, Joey Leone, su hijo; lo suceso. Se dedican a tráfico y contrabando de drogas, a la prostitución, a los videojuegos, a la extorsión, y a los casinos. Los subjefes de la banda son Joey Leone y Toni Cipriani. Posiblemente su consigliere es Mike. Sus capos son Cipriani y Vincenzo Cilli (hasta que falleció por traicionarlos en 1998). Sus miembros importantes son Claude Speed, Luigi Goterelli, Mickey Hamfists, Ray, Mike, Lou Scannon, María Latore, los Miembros Leone y los Guardaespaldas de Salvatore Leone. Están asociados con el exabogado Ken Rosenberg, el experto en bombas 8-Ball, el empresario Donald Love, JD O'Toole, Leon McAffrey, el alcalde Miles O'Donovan, Curly Bob, el Familie Carl Johnson, Mike, y su amigo Vinnie (hasta que Mike lo mata en el 2000). Son rivales de la Familia Sindacco, la Familia Forelli, la Mafia Siciliana, de la Tríada de Liberty city, del Cartel Colombiano, de los Diablosy; de la Yakuza de Liberty City.

### Familia Forelli
Mafia criminal italiana-americana. Su líder fue Sonny Forelli hasta que fue asesinado por Thomas "Tommy" Vercetti en Vice City en 1986; tras esto sería sucedido por su hermano Franco Forelli, quien fue asesinado por 8-Ball y Toni Cipriani en 1998. Se dedican al chantaje, a la extorsión, al juego, a la prostitución, la falsificación, el asesinato por encargo, el tráfico y el contrabando de armas, el tráfico de drogas, a los bistrós (Marco's Bistro), a los casinos (Casino Calígula, Las Venturas) y a la venta de licores (Bottiglia Liquor Store). Su subjefe fue Marco Forelli hasta que fue asesinado por Carl "CJ" Johnson en 1992 por órdenes de Salvatore Leone. Sus miembros importantes son Georgio Forelli, Tommy Vercetti (hasta que los traicionó para fundar la Organización Criminal Vercetti), Harry (hasta que fue asesinado por el Cartel de Díaz en Vice City en el 1986 bajo órdenes de Ricardo Díaz), Lee (hasta que fue asesinado por el Cartel de Díaz en 1986 en Vice City por órdenes de Ricardo Díaz), los Cobradores Forelli, Lou Bricant, los Sicarios Forelli, los Secuestradores Forelli y el Forelli Asesinado. Son aliados de Ken Rosenberg, Lance Vance (subjefe de la Organización Criminal Vance y la Organización Criminal Vercetti, fallecido junto con Sonny en Vice City en 1986), la Mafia Ciciliana, Roger C. Hole y Miles O'Donovan. Son rivales de la Organización Criminal Vercetti, los Uptown Yardies, los Southside Hoods, los Mountain Cloud Boys, la Familia Leone y de la Familia Sindacco. Para el 2001, Marco's Bistro es el único territorio que posee.

### Familia Sindacco
Mafia criminal italiana. Su líder fue Paulie Sindacco hasta que fue asesinado por Toni Cipriani en 1998. Se dedican al tráfico de drogas, a la prostitución (Paulie's Revue Bar) y a los casinos (Casino Calígula, Las Venturas). Su subjefe fue Johnny Sindacco hasta que falleció en 1992 por la presencia de Carl "CJ" Johnson en Las Venturas. Sus miembros importantes son los Traficantes Sindacco, Lance Urwell, y el Sindacco Negociador. Están asociados con Ken Rosenberg, JD O'Toole, y Mickey. Son rivales de la Familia Leone, la Familia Forelli, los Uptown Yardies, y los Mountain Cloud Boys.

### Mafia Siciliana
Mafia criminal italiana siciliana. Su líder es el Tío Leone (tío de Salvatore Leone y tío abuelo de Joey Leone). Se dedican a provocar guerras de bandas para tratar de conquistar toda Liberty City. Su subjefe fue probablemente Massimo Torini hasta que falleció en 1998 asesinado por Toni Cipriani. Su único capo conocido fue el fallecido Torini. Un miembro importante es Rico Garlik. Son aliados de la Tríada de LC y de los Diablos. Son rivales de la Familia Leone, la Familia Sindacco, y la Familia Forelli. Después de que Toni Cipriani arruina sus planes, se ven obligados a retornar a Sicilia, Italia.

### Tríadas de Liberty City
Tríada criminal china. Su líder es Hsin Joaming hasta que fue asesinado por Kenny Lee y posteriormente el mismo Kenny Lee fue asesinado por su sobrino Huang Lee en GTA: Chinatown Wars, en el lecho de su muerte Hsin nombró a Huang Lee líder de las Tríadas. Se dedican a la extorsión, a la venta de drogas, a la fabricación de pescado, a la lavandería (Mr. Wongs Laundrette).Otros miembros son Hung Lo y los Hermanos Wong. Son aliados del Sr. Wong. Sus eternos enemigos de la Familia Leone y de los Diablos. solo controlan Chinatown, Portland Island, Liberty City.

### Los Diablos
Banda criminal latinoamericana. Su líder es El Burro. Se dedican a la prostitución, a los robos, a las carreras callejeras, y a la pornografía. Su único miembro importante es el Chulo. Otros miembros son el Conductor Diablo (amigo del Chulo) y Cruz Vormen. Son aliados de Claude Speed y de la Mafia Siciliana (específicamente a Massimo Torini). Son rivales de los Uptown Yardies, de la Yakuza de LC, de la Tríada, y de la Familia Leone.

### Uptown Yardies
Banda criminal jamaiquina. Su líder es el desquiciado King Courtney. Se dedica al tráfico de drogas. Queen Lizzy es la miembro importante de la banda por ser novia de Courtney. Otros miembros importantes son Boy Rudyard y Busta Moves. Son aliados de Leon McAffrey, Toni Cipriani, Mike (hasta que lo traicionan en el 2000), del Cartel Colombiano (desde el 2001), y de Claude Speed (hasta que lo traicionan por aliarse al Cartel Colombiano en el 2001). Son enemigos de los Diablos, la Familia Forelli, la Familia Sindacco, la Yakuza de Liberty City, y del Cartel Colombiano (hasta que se alían en el 2001).

### Southside Hoods
Banda criminal callejera. Su líder es D-Ice. También está dividida en los Red Jacks y los Purple Nines. Se dedican al contrabando y al tráfico de drogas (a este último solo se dedican los Purple Nines). Su miembro importante fue el Hermano de D-Ice hasta que fue asesinado por Claude Speed/Purple Nines/Red Jacks (aunque es posible dejarlo con vida). Otro miembro es Nick Yakar. Son asociados a Toni Cipriani y a Claude Speed. Son eternos rivales de la Familia Forelli y del Cartel Colombiano.

### Moteros de LC
Banda criminal motorista. Su líder fue Cedric "Waynbe" Fotheringay hasta que fue asesinado por Antonio "Toni" Cipriani en 1998 por haberle pegado en la cara a María Latore. Se dedican a las carreras de motos. No tiene miembros importantes conocidos. Edward "Ed" Banger y Philip "Phil" DeGirth son otros miembros de la banda. Fueron aliados de María Latore hasta que Toni asesinó a Cedric. Son archirrivales de los Ángeles Voladores.

### Huelguistas
Banda huelguista de construcción. Su líder es Jane Hopper. Se dedican a la Ferry de LC. Sus miembros importantes son los Líderes Sindicales. Otros miembros son los Trabajadores Hostiles. Son aliados de Liberty City Trade Union. Son los rivales de la Familia Leone.

## Grand Theft Auto IV

### Visión general
La quinta aparición de Liberty City fue en Grand Theft Auto IV y partió de un diseño muy diferente, basada mucho más en la ciudad de Nueva York que en entregas anteriores. Esta nueva versión de Liberty City es de mayor alcance que cualquier versión anterior, con un detalle muy avanzado y un mayor grado de realismo. Para obtener este nivel de fidelidad se llegó, incluso, a filmar la luz solar real de la ciudad neoyorquina y trasladarla al videojuego. La ciudad sigue siendo contemplada como uno de los "peores lugares de los Estados Unidos", lema de la ciudad y registrado como marca por Rockstar Games.
El alcalde de Liberty City, a partir de 2008, es Julio Ochoa y el teniente de alcalde es Bryce Dawkins. Durante el transcurso del juego hay una campaña electoral por el gobierno del estado. John Hunter y Michael Graves son los dos principales candidatos, aunque no está claro quién pertenece a qué partido o quien (o los dos) es el titular.
Los puentes de la ciudad están bloqueados durante las primeras etapas del juego debido a una amenaza terrorista y están custodiados por la policía, por lo que si se atraviesa cualquiera de ellos el nivel policial aumenta al máximo. Los bloqueos de la policía se van levantando gradualmente según se desarrolla la historia y permite al jugador acceder a las otras islas de la ciudad de una manera similar a los juegos anteriores de la serie. La población de la ciudad esta en torno a los 8.000.000 de habitantes.
Durante el juego, el jugador es capaz de ver la primera parte de un documental de televisión que cuenta la historia de Liberty City desde su fundación hasta la Guerra de Secesión. La cronología de la ciudad es también similar a la de la ciudad de Nueva York. En el documental se dice, también, que el área de Liberty City fue explorado en 1609 por Horacio de Humboldt. Se estableció un puesto de comercio neerlandés en 1625, en el Bajo Algonquin, convirtiéndose rápidamente en una madriguera donde convivían las drogas y el vicio. La ciudad fue originalmente llamada Nueva Róterdam por sus primeros pobladores neerlandeses, pero se cambió a Liberty City cuando el control de este pasó a manos inglesas en 1664 debido a un acuerdo de patrocinio que se había acordado con el Banco de Liberty. Los británicos abandonaron Liberty City en 1783, concluyendo la Guerra de Independencia. Liberty City se convirtió en la primera capital de los Estados Unidos y se mantuvo así hasta que el gobierno se trasladó a la Ciudad Capital en la década de 1790.
Están presentes en la ciudad lugares emblemáticos como la Estatua de la Felicidad, el Zirconium Building, la Torre Róterdam, Gran Terminal de Easton, el Comité de la Civilización, Triangle Building, el Liberty Ferry, la Torre LC24 y el GetaLife Building, así como el Cruce Estrella -que incluye la publicidad de las marcas y empresas más conocidas de Liberty City como el periódico Liberty Tree, el Banco de Liberty, Sprunk, ECola, Cluckin' Bell o Burger Shot- y Middle Park. Firefly Island tiene una montaña rusa llamada "Screamer" (basado en El Ciclón), la noria Liberty Eye (basado en la noria de Coney Island), y un viaje llamado "The Corpse Ride". Los trenes elevados se asemejan a la línea Culver en Brooklyn. El transporte de la ciudad incluye los puentes de Broker y Algonquin y el BOABO ("Beneath the Offramp of the Algonquin Bridge Overpass", en español: Bajo la entrada del puente de Algonquin), que se asemeja al barrio DUMBO ("Down Under the Manhattan Bridge Overpass", en español, Debajo de la entrada del puente de Manhattan), en Brooklyn. Cada calle de la ciudad es nombrada individualmente.

### Distritos
Liberty City está formada por tres islas. Bohan es la más pequeña de las islas y Algonquin es la más grande. Junto al conjunto de tres islas que componen Liberty City se encuentra el estado de Alderney, que es independiente de Liberty City y del Estado de Liberty City. Pese a ello, comparte muchos de los servicios y comodidades de la ciudad.

#### Broker
Broker está situado al sur del barrio de Dukes, en la mitad meridional de la isla y en la parte este de la ciudad. Broker es una zona principalmente industrial y está basada en Brooklyn, compuesta por fábricas, almacenes y casas abandonadas, de las cuales muchas están en ruinas. La población del barrio está compuesta, en gran parte, de gánsteres de distintas etnias, hipsters y obreros industriales. Express Car Service es un servicio de taxis, propiedad de Roman Bellic, que opera en la zona. La historia de Grand Theft Auto IV comienza en Broker, con la llegada de Niko Bellic al pequeño apartamento de Roman en el distrito de Playa de Hove, compuesto mayoritariamente de inmigrantes llegados de Europa del Este. Otros distritos de Broker son Outlook, East Hook, BOABO, Schottler, Cuestas del Sur, Downtown, Colina de Róterdam, Beachgate, Apartamentos Firefly, y Firefly Island. Broker está conectada con Algonquin mediante los puentes de Broker y de Algonquin.
De acuerdo con el documental de televisión sobre la Historia de Liberty City, Broker recibió su nombre por Sir William Broker III, el (ficticio) hijo ilegítimo del Rey de Gran Bretaña. La mayoría de calles de Broker tienen nombres de cowboys famosos tales como Hickcok Street y Earp Street, mientras que la mayoría de avenidas reciben su nombre de tribus nativas americanas del nordeste del país, como Mohegan Avenue, Seneca Avenue y Mohawk Avenue.

##### Barrios de Broker
- BOABO: Barriol localizado al oeste de Broker, Liberty City. Hay muchos muelles en la zona. No tiene lugares destacados. The Angels of Death Motorcycle Club tiene controlado este barrio.
- Colina de Rotterdam: Barrio ubicado en Broker. El Departamento de Bomberos es un lugar muy destacado en la zona. Es muy pintoresco este barrio.
- Downtown Broker/Downtown: Barrio central de Broker. La Terminal de Buses de Broker es el lugar más resaltado aquí. Muchos transeúntes viven en este barrio comercial.
- East Hook: Barrio de Liberty City; ubicado en Broker. El PLATYPUS es el lugar/barco más destacado del lugar. La mayoría del barrio es puerto.
- Outlook/Outlook Part: Barrio que está en Broker, Liberty City. La Plaza de los Soldados es el lugar más destacado del sitio/barrio. Este barrio prohíbe muchas cosas.
- Cuestas del Sur/Cuestas Sur: Barrio ubicado en el centro de Broker. La Comisaría de LCPD es el lugar más resaltado del barrio/sitio. No es muy atractivo el lugar.
- Playa de Hove: Barrio ubicado al sur de Broker, Liberty City. El Express Car Service, el 69th Street, la Russian Shop , y la Comrades Bar. Este barrio casi no tiene playa, pese a su nombre.
- Apartamentos Firefly: Barrio de Broker. No tiene ningún lugar resaltado. Es un barrio muy consistente.
- Firefly Island: Barrio/Zona de Broker, Liberty City. El Screamer y el Memorie Lanes son los lugares más destacados del sitio/barrio. No es una isla, pese a que su nombre lo dice, pro lo cual tal vez en el pasado lo fue.
- Beachgate: Barrio residencial ubicado en Broker. La Mansión Faustin es el lugar más resaltado del lugar/sitio/barrio. La Organización Criminal Faustin tiene controlado el barrio/sitio/lugar. Es un barrio pequeño.
- Schottler: Barrio central de Broker. El centro Médico Schottler es el lugar más resaltante del barrio/lugar/sitio. La Jamaican Posse y los Afroamericanos tienen controlado el sitio/lugar/barrio.

#### Dukes
Dukes es un barrio en la mitad norte de la isla, al este del final de los límites de la ciudad. Es el segundo barrio más poblado de la ciudad de Liberty City y está basado en el barrio de Queens. El aeropuerto de la ciudad, el Francis International Airport, regresa de las anteriores versiones de la ciudad y está situado en la zona más oriental de la urbe. Contiene elementos de los aeropuertos neoyorquinos John F. Kennedy y LaGuardia. Los distritos de Dukes son Steinway, Cerros de la Cerveza, Beechwood City, Meadows Park, Colinas Meadow, Willis, East Island City, y Charge Island . Schottler y BOABO, opuesto a la creencia popular, no son barrios de Dukes, pues están situados dentro de los límites de Broker. Dukes conecta con Bohan mediante el Puente de Dukes Bay y el Puente de Borough Este, que comunica este último, a su vez, Dukes con Algonquin.
De acuerdo con el documental de televisión sobre la historia de Liberty City, Dukes es un diminutivo de "dookie" (nombre despectivo para excrementos) porque la mayoría de sus residentes "huelen a heces". La mayoría de las avenidas de Dukes reciben su nombre de célebres batallas militares estadounidenses tales como Bunker Hill Avenue, Tinconderoga Avenue, Inchon Avenue y San Jacinto Avenue, aunque la Batalla de San Jacinto tuvo como beligerantes a los texanos antes de que Estados Unidos consiguiera Texas a comienzos de la década de 1800.

##### Barrios de Dukes
- Beechwod City: Barrio de Liberty City, ubicado en Dukes. El Burger Shot, el Homebrew Café, y el Car Wash And Lube son los lugares más destacados del barrio. La Jamaican Posse domina este sitio/lugar/barrio.
- Cerros de la Cerveza/Cerveza  Heights: Barrio ubicado en Dukes. El Sum Yung Gai, el Liberty City Lotto, el Clukin' Bell, el Indian Inn, el Burger Shot, el RON, y el Bank of Liberty son los lugares más resaltados del lugar. La Banda de Macarras, los Spanish Lords, y la Tríada de Liberty City dominan este barrio.
- East Island City: Barrio ubicado en Dukes, Liberty City. La National Union of Contemporany Arts, el Club de Zhou Ming, la LC24 Tower, el TW@ y el Bank of Liberty son los lugares más resaltados del lugar. La Tríada de LC y los Spanish Lords controlan el barrio/sitio/lugar.
- Francis International Airport: Barrio con el nombre del aeropuerto. La Terminal, el Estacionamiento, la Central del LCPD, y el Aeropuerto Internacional Francis son los lugares más resaltados del lugar.
- Colinas Meadow: Barrio/Sitio/Lugar residencial de Liberty City, localizado en Dukes. El Departamento de Bomberos es el sitio/lugar más destacado del barrio. Es muy pequeño.
- Meadows Park: Barrio/Parque situado en Dukes. El Monoglobo, la Meadows Park Church, el Ice Skating Museum, y las Liberty State Pavillion Towers son los lugares más destacados del lugar/barrio/sitio. La Organización Criminal McReary y The Lost Motorcycle Club tienen controlado el lugar/sitio/barrio.
- Steinway: Barrio/Lugar/Sitio de Liberty City, ubicado en Dukes. La Steinway Central, el Cementerio de Steinway, el Steinway Park, el Steinway Project, y la RON son los lugares/sitios más resaltados del barrio. La Organización Criminal McReayr lo domina. Es muy grande este barrio/lugar/sitio.
- Willis: Barrio residencial ubicado en Liberty City, en Dukes. El Liberty City Lotto es el lugar/sitio más resaltado del barrio. La Jamaican Posse y The Angels of Death MC tiene controlado este sitio/lugar/barrio. Es pequeño el lugar/barrio/sitio.

#### Bohan
Bohan, basado en el Bronx, es el distrito más pequeño de la ciudad y contiene cooperativas de viviendas muy similares a Co-op City. Los barrios de Bohan son Polígono Industrial, Northern Gardens, Chase Point, Bohan Sur, Fortside, El Bulevar y Bahía Chica. Al norte de Bohan se encuentra Welham Park, que está rodeado por la autopista Welham Parkway. Por su parte, Bohan está conectada a la isla de Algonquin mediante el Puente de Cerros Northwood.
Según el documental de televisión sobre la historia de Liberty City, Bohan es una palabra holandesa que significa "palabra holandesa". La mayoría de las avenidas de Bohan reciben sus nombres de famosas cárceles y prisiones tales como Alcatraz Avenue, Sing Sing Avenue, Rykers Avenue, San Quentin Avenue y Guantanamo Avenue.

##### Barrios de Bohan
- El Bulevar: Barrio ubicado al norte de Bohan. El Peutne de Cerros Northwood es el único sitio resaltado de aquí.
- Northern Gardens: Barrio con muchos vecindarios. El Centro Médico y Dental de Bohan, y el Triangle Club son los únicos sitios destacados de aquí.
- Bahía Chica: Bario localizado al norte de Bohan. La RON es el único sitio destacado del barrio.
- Fortside: Barrio de Bohan. La Comisaría de LCPD de Bohan y el Burger Shot son los únicos lugares destacados del barrio.
- Bohan Sur: Barrio al sur de Bohan. El Burger Shot y la Autopista Norte son los únicos sitios destacados. Los Spanish Lords tienen bajo su control esta localización.
- Chase Point: Barrio de Bohan, Liberty City. La Línea B y E es el único sitio importante del barrio. Las Prostitutas tiene bajo su dominio este barrio.
- Polígono Industrial: Barrio ubicado en Bohan, Liberty City. El Burger Shot, el RON, y el LC Lotto son los lugares más resaltados del barrio. Tiene fábricas y carreteras en mal estado.

#### Algonquin
Algonquin, basado en Manhattan (el nombre de Manhattan proviene de la palabra en algonquino "Man-a-hat-a"), es el área más grande de la ciudad y está situado en la isla central que conforma la ciudad. Es, también, el distrito más densamente poblado de Liberty City y sirve como centro económico y administrativo de la ciudad, con multitud de rascacielos concentrados en la zona sur de la isla. En el centro del distrito se encuentra Middle Park, basado en Central Park, y se construyó para concentrar allí a los drogadictos comunes de la ciudad. Junto al parque se encuentra Middle Park Este y Middle Park Oeste, basados en Upper East Side y Upper West Side respectivamente. El Departamento de Policía de Liberty City (LCPD, Liberty City Police Department) tiene sus oficinas centrales en Easton, que es un barrio basado en el Harlem Español. El Triángulo, basado en TriBeCa, incluye la torre Rotterdam, el edificio más alto de la ciudad y basado en el Empire State. The Exchange es en el videojuego el equivalente a Wall Street, también hace referencia a la última misión de Grand Theft Auto III; "The Exchange". Otro de los símbolos que aparecen retratados en Liberty City es Times Square, denominado aquí el Cruce Estrella (Star Junction) Los barrios de Algonquin son Barrio Chino, Ayuntamiento, Castle Garden City, Castle Gardens, Centro Financiero, The Meat Quarter, Purgatorio, Lancet, Lancaster, Pequeña Italia, Hatton Gardens, Cerros de la Peña, Lonja Norte, Lonja Sur, Westminster, Suffolk, Presidents City, Easton, Bajo Easton, Northwood, Holanda Norte y Holanda Este.
Según del documental de televisión sobre la historia de Liberty City, se cree que Algonquin es un término de los americanos nativos que significa "lugar para construir rascacielos de apartamentos" o "lugar para contraer cualquier ETS".
La disposición del entramado de calles de Algonquin guarda una gran similitud con el de Manhattan. Las carreteras discurren de este a oeste, llamadas calles (street) y con nombres de elementos minerales y químicos ordenados desde la A A (Amethyst St.) en la parte sur de la isla hasta la X (Xenotime St.), en el norte. Las carreteras de norte a sur, llamadas avenidas (avenue) y contienen nombres de otras ciudades, desde la A (Albany Ave.) en el este; hasta la G (Galveston Ave.) en el oeste. Algunas calles no siguen este tipo de composición, como Burlesque. Hay varias carreteras que se extienden por fuera de la disposición de las calles, como Grummer Road, al noroeste del distrito. Son utilizadas, principalmente, para unir zonas no urbanas de la ciudad como los muelles en el West River.

##### Barrios de Algonquin
- Ayuntamiento:
- Bajo Easton:
- Barrio Chino:
- Castle Gardens:
- Castle Garden City:
- Centro Financiero:
- Cerros de la Peña:
- Cruce Estrella: Barrio ubicado en Algonquin. El Bank of Liberty, el 24/7, el Liberteen, el Split Sides, el Burger Shot, y el Bean Machine son los lugares más resaltados del barrio. Este barrio es muy grande.
- Easton:
- El Triángulo:
- Hatton Gardens: Barrio ubicado en Liberty City, específicamente en Algonquin. El Panoramio Towers, el Bank of Liberty, la África Tower, y la Columbus Cathedral son los lugares más resaltados de aquí. Es un barrio compuesto de cuatro manzanas.
- Holanda Este: Barrio de Liberty City, ubicado en Algonquin, específicamente. La Instalación del NOOSE es el único lugar resaltado de este barrio. Está controlado pro los Spanish Lords.
- Holanda Norte: Barrio localizado en Liberty City, en Algonquin, específicamente. El Hospital Central de Holland es el único lugar destacado de aquí. Está dominado por los Afroamericanos.
- Lancaster:
- Lancet:
- Lonja Norte:
- Lonja Sur:
- Middle Park:
- Middle Park Este:
- Middle Park Oeste:
- Northwood: Barrio de Algonquin. El Liberty Club y el Ático de Playboy X son los lugares más resaltados del barrio. Es grande este barrio.
- Pequeña Italia: Barrio localizado en Algonquin. El Drusilla's es el único sitio más resaltado del barrio. Es muy pequeño este barrio
- Presidents City:
- Purgatorio:
- Suffolk:
- The Meat Quarter:
- Westminster:

##### Islas de Algonquin
Existen tres islas frente a Algonquin y todas ellas aparecen en varias misiones de la historia.
- Isla de Carga al este-noreste de Algonquin, en la confluencia del Humboldt River y Dukes Bay. El eje del Puente de Borough Este se encuentra en la Isla de Carga. También hay un gran puerto industrial, así como un bosque y campos de deporte.
- Isla Colonial al este-suroeste de Algonquin en el Humboldt River. Se puede llegar a la isla por el Puente del Olvido y por el teleférico de Isla Colonial. Se caracteriza por poseer edificios residenciales, algunas ruinas urbanas y una importante presencia industrial.
- Isla de la Felicidad se encuentra cerca de la desembocadura del West River, entre Algonquin y el estado de Alderney, al sursudoeste de la isla de Algonquin. La Estatua de la Felicidad se encuentra en la Isla de la Felicidad y es uno de los símbolos de todo Liberty City. Esta es la única zona de Liberty City a la que no se puede acceder por carretera (sólo mediante helicóptero, barco o a nado). Abundan, principalmente, los turistas, puestos de comida rápida y retratistas.

Estatua de la Felicidad
Dentro de la estatua hay un corazón bombeando, conocido como el "Corazón de Liberty City", suspendido en el aire. La estatua fue un regalo de los franceses a los Estados Unidos en 1886 en señal de "100 años libres de la comida y la ortografía británica", según se asegura en el documental que se emite en televisión sobre la historia de Liberty City. La estatua tiene una taza de café -en sustitución de la antorcha de la Estatua de la Libertad- y una tabla con la siguiente inscripción:
Send us your brightest, your smartest, your most intelligent,

Yearning to breathe free and submit to our authority,

Watch us trick them into wiping rich people's asses,

While we convince them it's a land of opportunity.

JULY IV

MDCCLXXVI
(Traducido al español)

Envíanos al más brillante, al más astuto, al más inteligente,

Anhelando respirar libre y sometiéndolos a nuestra autoridad,

Obsérvanos engañándolos para limpiar los traseros de los ricos,

Mientras los convencemos de que es la tierra de las oportunidades.

4 DE JULIO

MDCCLXXVI (1776)

#### Alderney
Alderney es un pequeño estado situado al oeste de Liberty City e independiente a ésta. Principalmente está basada en los condados reales de Hudson y Bergen, Nueva Jersey, y recibe su nombre por una de las Islas del Canal del mismo nombre. El estado es dominado en gran parte por Alderney City (el equivalente a Jersey City con partes basadas en Newark) y se concentra hacia el medio de la isla con los suburbios de lujo sopranianos situados al norte y el Polígono Industrial de Acter (basado en la zona industrial de Port Johnson en Constable Hook) al sur. La cervecería abandonada de "Sprunk" está situada en esa zona y en la ciudad abundan los comercios y las zonas residenciales. El estado es famoso por su centro penitenciario, Centro Penitenciario Alderney (basado en el Northern State Prison de Newark), situado al este de Polígono Industrial de Acter; y el casino abandonado en el norte de la ciudad (que es una copia exacta del casino abandonado de Asbury Park) en Westdyke. Alderney City está conectada con Algonquin mediante el Puente Chupetón y el Túnel Booth.
Los distritos de Alderney son Acter, Berchem, Leftwood, Tudor, Puerto Tudor, Westdyke y Normandía. Está implícito durante toda la historia que a los habitantes de Liberty City no les gusta Alderney, o no les gusta la gente de allí. Uno de los pilotos de Helitours dice: "Está el West River. Cada día la gente de Liberty City se alegra de saber que esto les separa de Alderney". En la guía del juego de Alderney es descrito como "Ugly Liberty City's Sister" (La hermana fea de Libery City). A pesar de la animadversión entre las dos áreas, Liberty City comparte ciertos servicios con Alderney, como taxis y servicios de emergencia como el servicio de bomberos FDLC (Liberty City Fire Department), con dos estaciones en Alderney, y la policía de Alderney, que, aunque lleva sus propios y distintos uniformes, conducen vehículos de la LCPD. Puede verse a varios miembros del clan The Lost por las calles de Acter en sus motocicletas o reunidos en las esquinas. En The Lost and Damned, la banda tiene un local en Acter, Alderney.
De acuerdo con el documental de televisión sobre la historia de Liberty City, Alderney recibe su nombre de Phillip de Alderney, la única persona que pudo soportar vivir allí. La temática de los nombres de las calles es variada en Alderney. El norte de Alderney tiene nombres de cadenas montañosas, tales como Rocky Mountains, Percell Road y Big Horn Drive. Las calles del centro de Alderney deben sus nombres a líderes de culto, como Koresh Square, Applewhite Street, Jonestown Avenue y Hubbard Avenue. Por su parte, los nombres de las calles del sur de Alderney se deben a pruebas nucleares realizadas por los Estados Unidos, tales como Plumbbob Avenue, Emery Street y Niblick Street. Otros nombres de calles del sur están inspiradas por inventores, como Farnsworth Road, Moog Street y Edison Avenue.

## Bandas criminales
Liberty City, al igual que Nueva York, es una ciudad repleta de crimen. Las bandas que componen el bajomundo criminal de Liberty City son las siguientes:

### La Cosa Nostra
Conocida como La Comisión, se reúnen en la Pequeña Italia. Están basadas en las Cinco Familias y en películas como El padrino o Goodfellas.
- Familia Gambetti (Familia de crimen organizado más poderosa de Liberty City)
- Familia Pavano
- Familia Luipsella
- Familia Messina
- Familia Ancelotti
- Familia Pegorino (No forman parte de La Comisión, aunque lo intentan constantemente)

### Mafia Rusa
- Familia Petrovic
- Familia Bulgarin
- Familia Faustin

### Mafia Irlandesa
- Familia McReary

### Traficantes de droga
- Jamaicanos
- Afroamericanos
- Northwood Dominicans
- Spanish Lords
- The Lost
- Angels of Death

### Tríadas
- Tríadas
- Coreanos

### Mafia judía
- Mafia judía

## Servicios de emergencia y Transporte

### Departamento de Policía
El Departamento de Policía de Liberty City, LCPD, protege tanto a Liberty City como Alderney, aunque Alderney tiene su propio cuerpo de policía, llamado Alderney State Police (Policía Estatal de Alderney). Operan mediante trece estaciones divididas en toda la ciudad. Broker, Bohan y Dukes tienen dos estaciones cada uno, mientras que Algonquin posee ocho estaciones y Alderney, dos. La LCPD visten de manera muy similar al NYPD, al igual que sus coches patrulla , que también guardan un gran parecido con los que utilizan en el Departamento de Policía de Nueva York. Si el jugador realiza una llamada al LCPD desde el teléfono móvil marcando al 911, el LCPD responderá, pero se irán en poco tiempo si no se trata de ninguna emergencia.

### Departamento de Bomberos
El Departamento de Bomberos de Liberty City, FDLC, protege tanto a Liberty City como Alderney, y opera mediante ocho estaciones divididas en toda la ciudad. Broker, Bohan y Dukes tienen una estación cada uno, mientras que Algonquin posee tres estaciones y Alderney, dos. Los bomberos de FDLC visten de manera muy similar al FDNY, al igual que sus vehículos de bomberos, que también guardan un gran parecido con los que utilizan en el Departamento de Nueva York. Si el jugador realiza una llamada al FDLC desde el teléfono móvil, el cuerpo de bomberos responderá, pero solo saldrán del vehículo para volver rápidamente mientras dicen "otra falsa alarma", a la vez que se marchan, haya fuego o no. Todos los vehículos de bomberos están numerados de la misma manera, Engine 69.

### Liberty Transport Authority
Liberty Transport Authority es el Sistema de Transporte de Liberty City (incluye a Alderney). Este sistema es el operativo de los Autobuses, Trenes y el teléferico de Liberty City, su sede se ubica en Broker, entre la Munsee Avenue y la Earp Street. Solo son accesibles el tren y el teléferico. Los Autobuses se podrán encontrar estacionados en Star Junction y en Algonquin Bridge Terminal. Son 4 líneas y 29 estaciones de metro. El teléferico va desde Algonquin hacia Colony Island. LTA opera 46 líneas de autobuses.
LTA está basada en MTA (Metropolitan Transport Authority).

### L.C.C. Taxis
Liberty City Taxis es la compañía que opera los taxis de Liberty City y Alderney City. En los taxis se les pueden ver que dicen L.C.C. Taxi. L.C.C. Taxis. Está basada en N.Y.C. Taxis.

## Tránsito

### Algonquin
El tránsito en Algonquin es pesado, a pesar de ser muy habitado también es muy transitado. En Star Junction es más común ver bastantes vehículos, las avenidas más tránsitables de Algonquin son las: Columbus, Frankfort y Denver-Exeter en la parte de Star Junction. Una calle también bastante tránsitable es la Burlesque, la famosa calle de los teatros. En Algonquin Sur hay menos tránsito que en Algonquin Central, pero por cierto hay que tener en cuenta que la Autopista Union Drive también es bastante transitable en el lado Este, Sur y Oeste. Los barrios más transitados de Algonquin son: Star Junction, Middle Park este, Middle Park oeste y El Triángulo.